# Veljko Paunović
Veljko Paunović, né le 21 août 1977 à Strumica en Yougoslavie (aujourd'hui en Macédoine), est un footballeur international serbe reconverti en entraîneur.
Paunović a marqué un but lors de ses deux sélections avec l'équipe de RF Yougoslavie.

## Carrière d'entraineur
Paunovic a pris la tête de la Serbie -20 ans en 2014. En 2015, à la Coupe du monde des moins de 20 ans en Nouvelle-Zélande, il dirige la sélection jusqu'en finale et permet à la génération de 1995 de remporter le titre face au Brésil (2-1 a.p). Quelques mois plus tard, le 24 novembre 2015, il est nommé entraîneur-chef du Fire de Chicago, en Major League Soccer. En cinq saisons à la tête du Fire, il ne réussit à qualifier son équipe en séries qu'à une seule reprise, en 2017. Devant l'absence de progression du club, il est démis de ses fonctions le 13 novembre 2019.

## Palmarès

### En équipe nationale
- 2 sélections et 1 but avec l'équipe de Serbie-et-Monténégro entre 2002 et 2004.

### Avec le RCD Majorque
- Finaliste de la Coupe d'Europe des vainqueurs de coupe en 1999.